# Bitka kod Abida
Bitka kod Abida, u kojoj je atenska flota potukla spartansku, odigrala se kod grada Abida na azijskoj obali Dardanela, početkom studenoga 411. pr. Kr. u toku Peloponeskog rata. 
Prvog dana bitke, Atenjani su s 20 brodova prisilili Spartance da 14 svojih brodova izvuku iz vode. Idućeg dana, atenska flota od 61 broda se sukobila sa 76 spartanskih brodova. Bitku je odlučio Alkibijad, koji je u sumrak stigao na bojišnicu s oko 200 troveslarka. Atenjani su zarobili 10 troveslarka, a ostatak se spasio bježeći na obalu pod zaštitu perzijske vojske satrapa Farnabaza II.
Kod Abida je atenski zapovjednik Ifikrat pobijedio Spartance 390. pr. Kr.
Filip V. Makedonski je okružio i zauzeo Abid 201. pr. Kr., čiji su stanovnici poslije herojske obrane zapalili grad i gotovo svi izginuli.